# Most Gryfitów

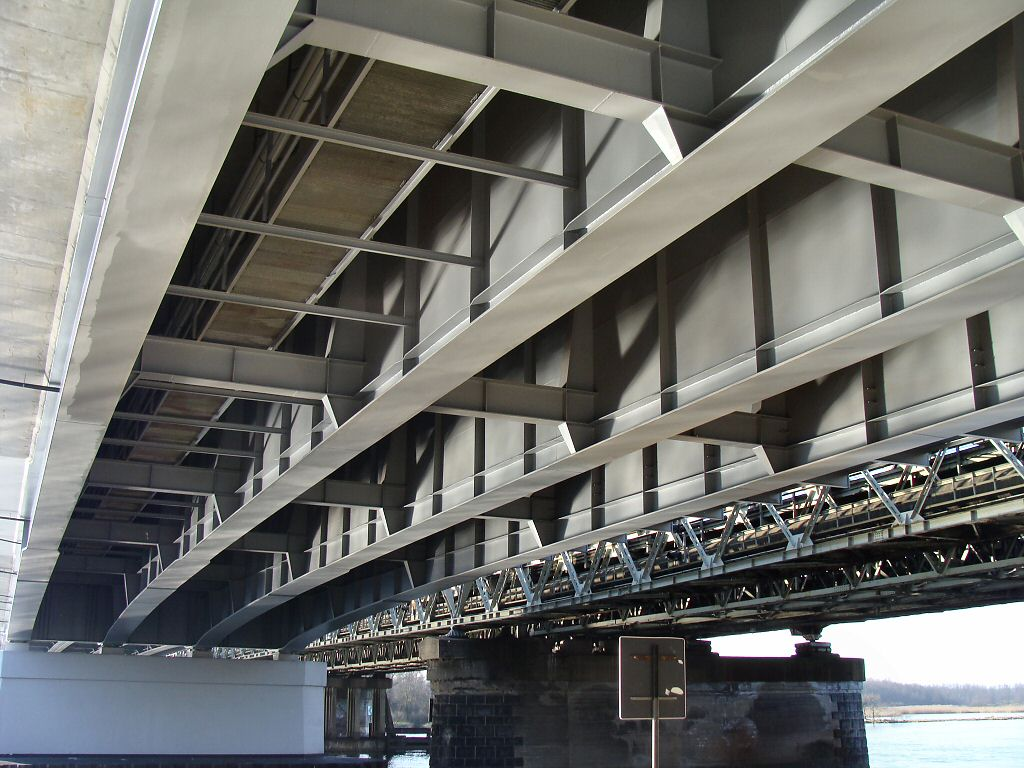

Most Gryfitów – most drogowy składający się z dwóch jednojezdniowych, trójprzęsłowych, usytuowanych równolegle tuż obok siebie, konstrukcji mostowych nad Regalicą w Szczecinie, w ciągu ul. Floriana Krygiera (DK31). Mosty mają po trzy pasy ruchu, a most południowy posiada dodatkowo ciąg pieszo-rowerowy.
Podstawowe dane techniczne mostu południowego
- długość: 227,50 m
- rozpiętość przęseł: 62,50 m/100 m/62,50 m
- szerokość: 19,95 m
- estakady dojazdowe: 100 m i 130 m

28 kwietnia 2006 gmina Miasto Szczecin podpisała umowę z Płockim Przedsiębiorstwem Robót Mostowych na wykonanie dwóch mostów nad Odrą i Regalicą w ciągu 24-27 miesięcy. W międzyczasie główny wykonawca przejęty został przez zagranicznego inwestora i zmienił nazwę na Bilfinger Berger Polska. Pod koniec maja 2008 Prezydent Miasta Szczecina przy współudziale Polskiego Radia Szczecin i szczecińskiej redakcji Gazety Wyborczej ogłosił konkurs na nazwy dla nowych mostów. Rada Miasta Szczecina zatwierdziła wyłonione w konkursie nazwy: most Pomorzan dla mostu nad Odrą Zachodnią oraz most Gryfitów dla przeprawy przez Regalicę.
Tymczasowe wprowadzenie ruchu na moście południowym oraz zamknięcie mostu im. 1 Armii Wojska Polskiego nastąpiło 18 sierpnia 2008. Oficjalne otwarcie dla ruchu mostu południowego nastąpiło 29 sierpnia 2008.
Most północny oddano do użytku w czerwcu 2022 r. (pobudowano go na miejscu rozebranego mostu im. 1 Armii Wojska Polskiego).